# 1565
- Wikisource

| Calendário gregoriano                                                        | 1565 MDLXV                                           |
| Ab urbe condita                                                              | 2318                                                 |
| Calendário arménio                                                           | 1014 – 1015                                          |
| Calendário bahá'í                                                            | -279 – -278                                          |
| Calendário budista                                                           | 2109                                                 |
| Calendário chinês                                                            | 4261 – 4262 Início a 31 de janeiro (aproximadamente) |
| Calendário copta                                                             | 1281 – 1282                                          |
| Calendário etíope                                                            | 1557 – 1558                                          |
| Calendários hindus - Vikram Samvat - Calendário nacional indiano - Cáli Iuga | 1620 – 1621 1486 – 1487 4665 – 4666                  |
| Calendário Holoceno                                                          | 11565                                                |
| Calendário islâmico                                                          | 972 – 974                                            |
| Calendário judaico                                                           | 5325 – 5326                                          |
| Calendário persa                                                             | 943 – 944                                            |
| Calendário rúnico                                                            | 1815                                                 |
| Calendário solar tailandês                                                   | 2108                                                 |

1565 (MDLXV, na numeração romana) foi um ano comum do século XVI do Calendário Juliano, da Era de Cristo, e a sua letra dominical foi G (52 semanas), teve início numa segunda-feira e terminou também numa segunda-feira.
| Ano completo                         |
| ------------------------------------ |
| Ano comum com início à segunda-feira |

## Eventos

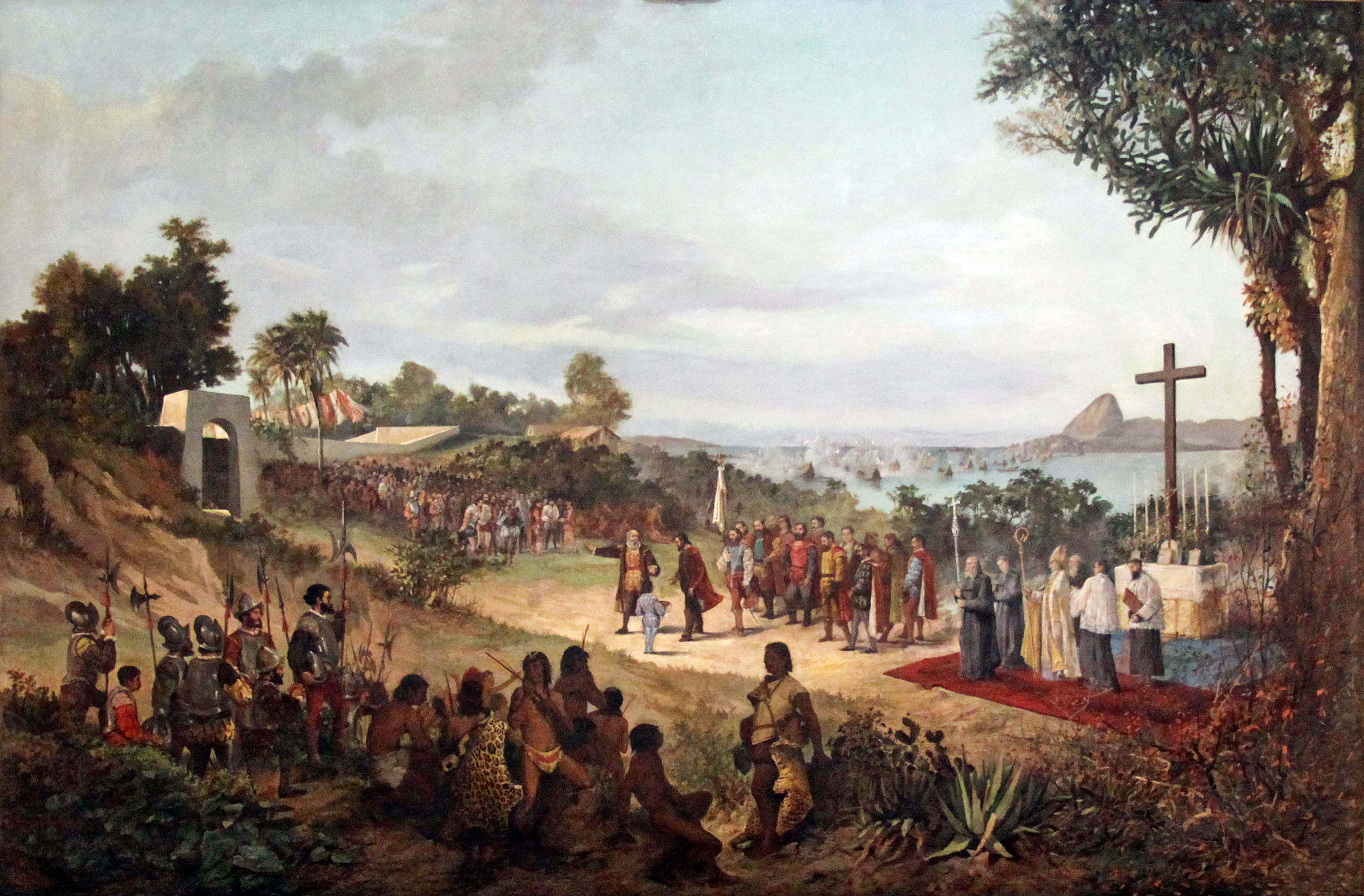
Fundação da cidade do Rio de Janeiro por Estácio de Sá

- 1 de Março - Fundação da cidade do Rio de Janeiro, por Estácio de Sá
- 18 de Maio - Início do Cerco de Malta, tentativa falhada da conquista de Malta pelo Império Otomano, que terminaria em 11 de setembro de 1565.
- 5 de Junho - Nomeação do licenciado Gaspar Ferraz no cargo de corregedor das ilhas dos Açores.
- 28 de Agosto - Espanhóis fundam St. Augustine, o primeiro assentamento permanente no atual território americano.
- 11 de Setembro - Fim do Cerco de Malta, iniciado em 18 de maio.

## Mortes
- 9 de Dezembro - Papa Pio IV (n. 1499).

## Por tema
- 1565 no Brasil